# وزارت آموزش و پرورش (سوریه)
وزارت آموزش و پرورش سوریه (عربی: وزارة التربية السورية‎) یک اداره دولتی است که مسئولیت آموزش در سوریه را بر عهده دارد. با این حال، این وزارتخانه فقط مسئول سطوح پایین آموزش است، در حالی که وزارت آموزش عالی مسئول سطوح بالاتر است. کتابخانه اداری آن دارای حدود ۱۳۰۰۰ جلد کتاب از سال ۲۰۱۱ است.

## فهرست وزیران
- محمد کرد علی (۶ سپتامبر ۱۹۲۰ – ۲۸ ژوئن ۱۹۲۲)
- رضا سعید (۲۱ دسامبر ۱۹۲۴ – ۲۱ دسامبر ۱۹۲۵)
- فارس الخوری (۱۴ آوریل ۱۹۲۵ – ۱۲ ژوئن ۱۹۲۶)
- حقی العظم (۱۵ نوامبر ۱۹۳۳ – ۱۷ مارس ۱۹۳۴)
- حسنی البرازی (۱۷ مارس ۱۹۳۴ – ۲۳ فوریه ۱۹۳۶)
- عبدالرحمن الکیالی (۲۱ دسامبر ۱۹۳۶ – ۲۳ فوریه ۱۹۳۹)
- لطفی الحفار (۲۳ فوریه ۱۹۳۹ – ۵ مه ۱۹۳۹)
- محسن البرازی (۵ آوریل ۱۹۴۱ – ۱۲ سپتامبر ۱۹۴۱)
- فارس الخوری (۱۴ اکتبر ۱۹۴۴ – ۱۴ مارس ۱۹۴۵)
- صبری العسلی (۳۰ سپتامبر ۱۹۴۵ – ۲۵ آوریل ۱۹۴۶)
- منیر العجلانی (۶ اکتبر ۱۹۴۷ – ۲ دسامبر ۱۹۴۸)
- میشل عفلق (۱۴ اوت ۱۹۴۹ – ۱۴ دسامبر ۱۹۴۹)
- مأمون الکزبری (۱۳ سپتامبر ۱۹۵۵ – ۱۴ ژوئن ۱۹۵۶)
- عبدالوهاب هومد (ژوئن ۱۹۵۶ – دسامبر ۱۹۵۶)
- رشاد برمدا (۲۲ دسامبر ۱۹۶۱ – ۸ مارس ۱۹۶۳)
- سامی دروبی (۹ مارس ۱۹۶۳ – ۱۱ مه ۱۹۶۳)
- شبیلی العیسمی (سرپرست) (۱۳ مه ۱۹۶۳ – ۴ اوت ۱۹۶۳)
- شاکر فهام (۴ اوت ۱۹۶۳ – ۱۱ نوامبر ۱۹۶۳)
- مصطفی حداد (۱۲ نوامبر ۱۹۶۳ – ۲۱ دسامبر ۱۹۶۵)
- عبدالله عبدالدائم (۱ ژانویه ۱۹۶۶ – ۲۲ فوریه ۱۹۶۶)
- مصطفی حداد (۱ مارس ۱۹۶۶ – ۱۵ اکتبر ۱۹۶۶)
- محمد زید چویکی (۱۹۶۶–۲۰۰۰)
- محمود السید (۲۰۰۰ – ۱۰ سپتامبر ۲۰۰۳)
- علی سعد (۱۰ سپتامبر ۲۰۰۳ – ۲۹ مارس ۲۰۱۱)
- صالح الراشد (۱۴ آوریل ۲۰۱۱ – ۲۳ ژوئن ۲۰۱۲)
- حزوان الوز (۲۳ ژوئن ۲۰۱۲ – ۱۶ نوامبر ۲۰۱۶)
- عماد العزاب (۱۶ نوامبر ۲۰۱۶ – ۲۹ اوت ۲۰۲۰)
- دارم الطباع (۳۰ اوت ۲۰۲۰ – ۸ اوت ۲۰۲۳)
- محمد عامر مردینی (۸ اوت ۲۰۲۳ – دسامبر ۲۰۲۴)[۲]
- نذیر القادری (۱۰ دسامبر ۲۰۲۴ – اکنون)